# Adromischus marianae
Adromischus marianae es una especie de planta suculenta perteneciente a la familia Crassulaceae.

## Descripción
Adromischus marianae es una especie muy variable que alcanza una altura de 10-15 centímetros de altura. Es una planta perenne suculenta y de crecimiento lento, subarbusto que tiene sucursales generalmente delgadas y cortas y forma un pequeño grupo de hojas ásperas, verrugosas y casi esféricas semejantes a pasas, muy variables en color, pero por lo general de color verde o marrón rojizo o púrpura, de hasta 3,5 cm de largo. Las flores son de color verde con un matiz rosáceo, de unos 12 mm de largo.

## Distribución
Es nativa de Sudáfrica (Namaqualand).

## Hábitat
Adromischus marianae crece en colinas de granito, donde se encuentra en las grietas de las rocas.

## Taxonomía
Adromischus marianae fue descrita por Alwin Berger   y publicado en Die natürlichen Pflanzenfamilien, Zweite Auflage 18a: 416. 1930.
Etimología
Adromischus: nombre genérico que deriva de las palabras griegas: adro = "grueso" y mischus = "tallo".
marianae: epíteto
Subespecies
- Adromischus marianae immaculatus
- Adromischus marianae herrei

Sinonimia
- Cotyledon herrei W. F. Barker 1931
- Adromischus marianae var. antidorcadum von Poellnitz
- Adromischus marianae f. multicolor Pilbeam
- Adromischus var. immaculatum Uitewaal 1953[2]